# Classements de la saison 2016 de NCAA (football américain)
Trois sondages relatifs à la saison 2016 de Division 1 FBS (Football Bowl Subdivision) de football américain universitaire sont reconnus par la NCAA même si de nombreux autres sondages sont publiés dans divers médias. 
Contrairement à la plupart des autres sports, l'organe directeur de la NCAA ne décerne pas un titre de champion national au terme de la saison régulière. Ce titre est décerné par une ou plusieurs agences de sondages (les polls) ce qui explique que par le passé plusieurs équipes différentes pouvaient être déclarées championnes pour une même saison. Deux des principaux organismes de sondage, l'AP Poll et le Coaches'Poll, commencent à publier leurs classements avant le début de la saison et le font ensuite après chaque semaine de compétition.
Depuis la saison 2014, un 3e classement est réalisé à partir de la mi-saison (après la 8e semaine de compétition) : le College Football Playoff (CFP). 
La saison régulière sera, pour la 3e année consécutive, suivie d'un système de playoffs regroupant quatre équipes. Ce système remplace l'ancien système du BCS Bowl Championship Series. 
Après la dernière semaine de saison régulière (le 6 décembre 2016), le comité du CFP dévoilera le classement final de la Div. 1 du FBS. Ce classement détermine les quatre équipes qui participeront aux playoffs menant à la grande finale nationale du 9 janvier 2017 au Raymond James Stadium de Tampa en Floride. Il désigne également les équipes qui participeront aux 4 autres bowls majeurs n'accueillant pas les demi-finales du CFP.

## Légende
|       |  | Monte dans le classement                                                    |
|       |  | Descend dans le classement                                                  |
|       |  | Même classement que le w-e précédent                                        |
|       |  | Sélectionné pour le College Football Playoff                                |
|       |  | Champion National                                                           |
| (#–#) |  | Matchs (Gagnés-Perdus)                                                      |
| (x)   |  | Nombre de vote de 1re place                                                 |
| ≈     |  | A égalité avec l'équipe possédant le même symbole (du dessus ou du dessous) |

## Classement du CFP
| CFP                    | Sem. 9 1er novembre    | Sem. 10 8 novembre     | Sem. 11 15 novembre                   | Sem. 12 22 novembre     | Sem. 13 29 novembre                   | Sem. 14 4 décembre     | Places |
| ---------------------- | ---------------------- | ---------------------- | ------------------------------------- | ----------------------- | ------------------------------------- | ---------------------- | ------ |
| 1                      | Alabama (8-0)          | Alabama (9-0)          | Alabama (10-0)                        | Alabama (11-0)          | Alabama (12–0)                        | Alabama (13-0)         | 1      |
| 2                      | Clemson (8-0)          | Clemson (9-0)          | Ohio State (9-1)                      | Ohio State (10-1)       | Ohio State (11–1)                     | Clemson (12-1)         | 2      |
| 3                      | Michigan (9-0)         | Michigan (9-0)         | Michigan (9-1)                        | Michigan (10-1)         | Clemson (11–1)                        | Ohio State (11-1)      | 3      |
| 4                      | Texas A&M (7-1)        | Washington (9-0)       | Clemson (9-1)                         | Clemson (10-1)          | Washington (11–1)                     | Washington (12-1)      | 4      |
| 5                      | Washington (8-0)       | Ohio State (8-1)       | Louisville (9-1)                      | Washington (10-1)       | Michigan (10–2)                       | Penn State (11-2)      | 5      |
| 6                      | Ohio State (7-1)       | Louisville (8-1)       | Washington (9-1)                      | Wisconsin (9-2)         | Wisconsin (10–2)                      | Michigan (10-2)        | 6      |
| 7                      | Louisville (7-1)       | Wisconsin (7-2)        | Wisconsin (8-2)                       | Penn State (9-2)        | Penn State (10–2)                     | Oklahoma (10-2)        | 7      |
| 8                      | Wisconsin (6-2)        | Texas A&M (7-2)        | Penn State (8-2)                      | Oklahoma (9-2)          | Colorado (10–2)                       | Wisconsin (10-3)       | 8      |
| 9                      | Auburn (6-2)           | Auburn (7-2)           | Oklahoma (8-2)                        | Colorado (9-2)          | Oklahoma (9–2)                        | USC (9-3)              | 9      |
| 10                     | Nebraska (7-1)         | Penn State (7-2)       | Colorado (8-2)                        | Oklahoma State (9-2)    | Oklahoma State (9–2)                  | Colorado (10-3)        | 10     |
| 11                     | Florida (6-1)          | Oklahoma (7-2)         | Oklahoma State (8-2)                  | Louisville (9-2)        | USC (9–3)                             | Florida State (9-3)    | 11     |
| 12                     | Penn State (6-2)       | Colorado (7-2)         | Utah (8-2)                            | USC (8-3)               | Florida State (9–3)                   | Oklahoma State (9-3)   | 12     |
| 13                     | LSU (5-2)              | Oklahoma State (7-2)   | USC (7-3)                             | Auburn (8-3)            | Louisville (9–3)                      | Louisville (9-3)       | 13     |
| 14                     | Oklahoma (6-2)         | Virginia Tech (7-2)    | West Virginia (8-1)                   | Florida State (8-3)     | Auburn (8–4)                          | Auburn (8-4)           | 14     |
| 15                     | Colorado (6-2)         | Utah (7-2)             | Auburn (7-3)                          | Florida (8-3)           | Florida (8–3)                         | Western Michigan (13-0 | 15     |
| 16                     | Utah (7-2)             | West Virgina (7-1)     | LSU (6-3)                             | Nebraska (9-2)          | West Virginia (9–2)                   | West Virginia (10-2)   | 16     |
| 17                     | Baylor (6-1)           | North Carolina (7-2)   | Florida State (7-3)                   | Tennessee (8-3)         | Western Michigan (12–0)               | Florida (8-4)          | 17     |
| 18                     | Oklahoma State (6-2)   | Florida State (6-3)    | Nebraska (8-2)                        | West Virginia (8-2)     | Stanford (9–3)                        | Stanford (9-3)         | 18     |
| 19                     | Virginia Tech ((6-2)   | Nebraska (7-2)         | Tennessee (7-3)                       | Boise State (10-2)      | Navy (9–2)                            | Utah (8-4)             | 19     |
| 20                     | West Virginia (6-1)    | USC (6-3)              | Boise State (9-1)                     | Houston (9-2)           | Utah (8–4)                            | LSU (7-4)              | 20     |
| 21                     | North Cariolina (6-2)  | Western Michigan (9-0) | Western Michigan (10-0)               | Western Michigan (11-0) | LSU (7–4)                             | Tennessee (8-4)        | 21     |
| 22                     | Florida State (5-3)    | Boise State (8-1)      | Washington State (8-2)                | Utah (8-3)              | Tennessee (8–4)                       | Virginia Tech (9-4)    | 22     |
| 23                     | Western Michigan (8-0) | Washington State (7-2) | Florida (7-2)                         | Washington State (8-0)  | Virginia Tech (9–3)                   | Pittsburgh (8-4)       | 23     |
| 24                     | Boise State (7-1)      | LSU (5-3)              | Stanford (7-3)                        | Stanford (8-3)          | Houston (9–3)                         | Temple (10-3)          | 24     |
| 25                     | Washington State (6-2) | Arkansas (6-3)         | Texas A&M (7-3)                       | Navy (8-2)              | Pittsburgh (8–4)                      | Navy (9-3)             | 25     |
| CFP                    | Sem. 9 1er novembre    | Sem. 10 8 novembre     | Sem. 11 15 novembre                   | Sem. 12 22 novembre     | Sem. 13 29 novembre                   | Sem. 14 4 décembre     | Places |
| Sortis du classement : | Sortis du classement : | Florida Baylor         | Virginia Tech North Carolina Arkansas | LSU Texas A&M           | Nebraska Boise State Washington State | Houston                |        |

## Classement AP Poll
| A.P.                   | Présaison 21 août      | Sem. 1 6 septembre              | Sem. 2 11 septembre    | Sem. 3 18 septembre    | Sem. 4 25 septembre   | Sem. 5 2 octobre                                 | Sem. 6 9 octobre                 | Sem. 7 13 octobre        | Sem. 8 23 octobre         | Sem. 9 30 octobre      | Sem. 10 6 novembre     | Sem. 11 13 novembre                 | Sem. 12 20 novembre     | Sem. 13 27 novembre                                           | Sem. 14 4 décembre      | Ap. Bowls 10 janvier            |    |
| ---------------------- | ---------------------- | ------------------------------- | ---------------------- | ---------------------- | --------------------- | ------------------------------------------------ | -------------------------------- | ------------------------ | ------------------------- | ---------------------- | ---------------------- | ----------------------------------- | ----------------------- | ------------------------------------------------------------- | ----------------------- | ------------------------------- | -- |
| 1                      | Alabama (33)           | Alabama (1-0) (54)              | Alabama (2-0) (56)     | Alabama (3-0) (50)     | Alabama (4-0) (50)    | Alabama (5-0) (53)                               | Alabama (6-0) (56)               | Alabama (7-0) (60)       | Alabama (8-0) (60)        | Alabama (8-0) (60)     | Alabama (9-0) (60)     | Alabama (10-0) (61)                 | Alabama (11-0) (61)     | Alabama (12-0) (61)                                           | Alabama (13-0) (61)     | Clemson (14–1) (60)             | 1  |
| 2                      | Clemson (16)           | Clemson (1-0) (2)               | Forida State (2-0) (4) | Ohio State (3-0) (4)   | Ohio State (3-0) (4)  | Ohio State (4-0) (6)                             | Ohio State (5-0) (2)             | Ohio State (6-0)         | Michigan (7-0) (1)        | Michigan (8-0) (1)     | Michigan (9-0) (1)     | Ohio State (9-1)                    | Ohio State (10-1)       | Ohio State (11-1)                                             | Ohio State (11-1)       | Alabama (14–1)                  | 2  |
| 3                      | Oklahoma (4)           | Florida State (1-0) (4)         | Ohio State (2-0)       | Louisville (3-0) (6)   | Louisville (4-0) (6)  | Clemson (5-0) (1)                                | Clemson (6-0) (2)                | Michigan (6-0) (1)       | Clemson (7-0)             | Clemson (8-0)          | Clemson (9-0)          | Louisville (9-1)                    | Michigan (10-1)         | Clemson (11-1)                                                | Clemson (12-1)          | USC (10-3)                      | 3  |
| 4                      | Florida State (5)      | Ohio State (1-0)                | Michigan (2-0) (1)     | Michigan (3-0) (1)     | Michigan (4-0) (1)    | Michigan (5-0) (1)                               | Michigan (6-0) (1)               | Clemson (7-0)            | Washington (7-0)          | Washington (8-0)       | Washington (9-0)       | Michigan (9-1)                      | Clemson (10-1)          | Washington (11-1)                                             | Washington (12-1)       | Washington (12-2)               | 4  |
| 5                      | LSU (1)                | Michigan (1-0) (1)              | Clemson (2-0)          | Clemson (3-0)          | Clemson (4–0)         | Washington (5-0)                                 | Washington (6-0)                 | Washington (6-0)         | Louisville (6-1)          | Louisville (7-1)       | Louisville (8-1)       | Clemson (9-1)                       | Wisconsin (9-2)         | Michigan (10-2)                                               | Penn State (11-2)       | Oklahoma (11-2)                 | 5  |
| 6                      | Ohio State (1)         | Houston (1-0)                   | Houston (2-0)          | Houston (3-0)          | Houston (4–0)         | Houston (5-0)                                    | Texas A&M (6-0)                  | Texas A&M (6-0)          | Ohio State (6-1)          | Ohio State (7-1)       | Ohio State (8-1)       | Wisconsin (8-2)                     | Washington (10-1)       | Wisconsin (10-2)                                              | Michigan (10-2)         | Ohio State (11-2)               | 6  |
| 7                      | Michigan (1)           | Stanford (1-0)                  | Stanford (1-0)         | Stanford (2-0)         | Stanford (3–0)        | Louisville (4-1)                                 | Louisville (4-1)                 | Lousville (5-1)          | Nebraska (7-0)            | Texas A&M (7-1)        | Wisconsin (7-2)        | Washington (9-1)                    | Oklahoma (9-2)          | Oklahoma (9-2)                                                | Oklahoma (10-2)         | Penn State (11-3)               | 7  |
| 8                      | Stanford               | Washington (1-0)                | Washington (2-0)       | Michigan State (3-0)   | Wisconsin (4–0)       | Texas A&M (5-0)                                  | Wisconsin (4-1)                  | Nebraska (6-0)           | Baylor (6-0)              | Wisconsin (6-2)        | Auburn (7-2)           | Oklahoma (8-2)                      | Penn State (9-2)        | Penn State (10-2)                                             | Wisconsin (10-3)        | Florida State (10-3)            | 8  |
| 9                      | Tennessee              | Georgia (1-0)                   | Wisconsin (2-0)        | Washington (3-0)       | Texas A&M (4–0)       | Tennessee (5–0)                                  | Tennessee (5–1)                  | Baylor (6-0)             | Texas A&M (6–1)           | Nebraska (7–1)         | Oklahoma (7-2)         | Pann State (8-2)                    | Colorado (9-2)          | Colorado (10-2)                                               | USC (9-3)               | Wisconsin (11-3)                | 9  |
| 10                     | Notre Dame             | Wisconsin (1-0)                 | Louisville (2-0)       | Texas A&M (3-0)        | Washington (4–0)      | Miami (FL) (4–0)                                 | Nebraska (5-0)                   | Wisconsin (4–2)          | West Virginia (6–0)       | Florida (6–1)          | Texas A&M (7-2)        | West Virginia (8-1)                 | Oklahoma State (9-2)    | USC (9-3)                                                     | Florida State (9-3)     | Michigan (10-3)                 | 10 |
| 11                     | Ole Miss               | Texas (1-0)                     | Texas (2-0)            | Wisconsin (3-0)        | Tennessee (4–0)       | Wisconsin (4–1)                                  | Baylor (5-0)                     | Houston (6–1)            | Wisconsin (5–2)           | Auburn (6–2)           | West Virginia (7-1)    | Utah (8-2)                          | Louisville (9-2)        | Oklahoma State (9-2)                                          | Colorado (10-3)         | Oklahoma State (11-3)           | 11 |
| 12                     | Michigan State         | Michigan State (1-0)            | Michigan State (2-0)   | Georgia (3-0)          | Florida State (3–1)   | Nebraska (5-0)                                   | Ole Miss (3–2)                   | West Virginia (5–0)      | Florida State (5–2)       | Oklahoma (6–2)         | Penn State (7-2)       | Colorado (8-2)                      | USC (8-3)               | Florida State (9-3)                                           | Western Michigan (13-0) | Stanford (10-3)                 | 12 |
| 13                     | TCU                    | Louisville (1-0)                | Iowa (2-0)             | Florida State (2-1)    | Baylor (4-0)          | Baylor (5-0)                                     | Houston (5–1)                    | Florida State (5-2)      | Boise State (7–0)         | Baylor (6–1)           | Utah (7-2)             | Oklahoma State (8-2)                | Florida (8-2)           | Western Michigan (12-0)                                       | Oklahoma State (9-3)    | LSU (8-4)                       | 13 |
| 14                     | Washington             | Oklahoma (0-1)                  | Oklahoma (1-1)         | Tennessee (3-0)        | Miami (FL) (3–0)      | Ole Miss (3–2)                                   | Florida State (4–2)              | Boise State (6–0)        | Florida (5–1)             | West Virginia (6–1)    | Western Michigan (7-1) | Western Michigan (10-0)             | Western Michigan (11-0) | West Virginia (9–2)                                           | West Virginia (10–2)    | Florida (9-4)                   | 14 |
| 15                     | Houston                | TCU (1-0)                       | Tennessee (2-0)        | Miami (FL) (3-0)       | Nebraska (4-0)        | Stanford (3–1)                                   | Boise State (5-0)                | Florida (5–1)            | Auburn (5–2)              | LSU (5–2)              | North Carolina (7-2)   | USC (7-3)                           | Florida State (8-3)     | Florida (8-3)                                                 | Louisville (9-3)        | Western Michigan (13-1)         | 15 |
| 16                     | UCLA                   | Iowa (1-0)                      | Georgia (2-0)          | Baylor (3-0)           | Ole Miss (2–2)        | Arkansas (4–1)                                   | Miami (FL) (4–1                  | Oklahoma (4–2)           | Oklahoma (5–2)            | Utah (7–2)             | Colorado (7-2)         | LSU (6-3)                           | Auburn (8-3)            | Louisville (9-3)                                              | Stanford (9-3)          | Virginia Tech (10-4)            | 16 |
| 17                     | Iowa                   | Tennessee (0-1)                 | Texas A&M (2-0)        | Arkansas (3-0)         | Michigan State (2–1)  | North Carolina (4–1)                             | Virginia Tech (4–1)              | Arkansas (5-2)           | Utah (7–1)                | Western Michigan (8–0) | Oklahoma State (7-2)   | Florida State (7-3)                 | Nebraska (9-2)          | Stanford (9-3)                                                | Auburn (8-4)            | Colorado (10-4)                 | 17 |
| 18                     | Georgia                | Notre Dame (0-1)                | Notre Dame (1-1)       | LSU 2-1)               | Utah (4–0)            | Florida (4–1)                                    | Florida (4–1)                    | Tennessee (5–2)          | Tennessee (5–2)           | North Carolina (6–2)   | Virginia Tech (7-2)    | Auburn (7-3)                        | Houston (9-2)           | Auburn (8-4)                                                  | Virginia Tech (9-4)     | West Virginia (10-3)            | 18 |
| 19                     | Louisville             | Ole Miss (0-1)                  | Ole Miss (1-1)         | Florida (3-0)          | San Diego State (3–0) | Boise State (4–0)                                | Oklahoma (3–2)                   | Utah (6-1)               | LSU (5–2)                 | Florida State (5–3)    | LSU (5-3)              | Nebraska (8-2)                      | West Virginia (8-2)     | Virginia Tech (9-3)                                           | LSU (7-4)               | South Florida (11-2)            | 19 |
| 20                     | USC                    | Texas A&M (1-0)                 | LSU (1-1)              | Nebraska (3-0)         | Arkansas (3–1)        | Oklahoma (2–2)                                   | West Virginia (4–0)              | Western Michigan (7–0)   | Western Michigan (8–0)    | Penn State (6–2)       | Florida State (6-3)    | Washington State (8-2)              | Boise State (10-1)      | Navy (9-2)                                                    | Florida (8-4)           | Miami (FL) (9-4)                | 20 |
| 21                     | Oklahoma State         | LSU (0-1)                       | Baylor (2-0)           | Texas (2-1)            | TCU (3–1)             | Colorado (4–1)                                   | Utah (5-1)                       | Auburn (4–2)             | North Carolina (6–2)      | Colorado (6–2)         | Nebraska (7-2)         | Florida (7-2)                       | Utah (8-3)              | LSU (7-4)                                                     | Iowa (8-4)              | Louisville (9-4)                | 21 |
| 22                     | North Carolina         | Oklahoma State (1-0)            | Oregon (2-0)           | San Diego State (3-0)  | Texas (2–1)           | West Virginia (4–0)                              | Arkansas (4–2)                   | North Carolina (5-2)     | Navy (5–1)                | Oklahoma State (6–2)   | Florida (6-2)          | Boise State (9-1)                   | Texas A&M (8-3)         | Iowa (8-4)                                                    | Pittsburgh (8-4)        | Tennessee (9-4)                 | 22 |
| 23                     | Baylor                 | Baylor (1-0)                    | Florida (2-0)          | Ole Miss (1-2)         | Florida (3–1)         | Florida State (3–2)                              | Auburn (4–2)                     | Ole Miss (3–3)           | Colorado (6–2)            | Virginia Tech (6–2)    | Washington State (7-2) | Texas A&M (7-3)                     | Washington State (8-3)  | Nebraska (9-3)                                                | Temple (10-3)           | Utah (9-4)                      | 23 |
| 24                     | Oregon                 | Oregon (1-0)                    | Arkansas (2-0)         | Utah (3-0)             | Boise State (3–0)     | Utah (4–1)                                       | Western Michigan (6–0)           | Navy (4–1)               | Penn State (5–2)          | Boise State (7–1)      | Boise State (8–1)      | San Diego State (9-1)               | Tennessee (8-3)         | ≈ Pittsburgh (8-4) ≈ South Florida (10-2)                     | Nebraska (9-3)          | Auburn (8-5)                    | 24 |
| 25                     | Florida                | Miami (1-0)                     | Miami (2-0)            | Oklahoma (1-2)         | Gerogia (3-1)         | Virginia Tech (3–1)                              | Navy (4–1)                       | LSU (4–2)                | Virginia Tech (5–2)       | Washington State (6–2) | Baylor (6-2)           | Troy (8-1)                          | LSU (6-4)               | ≈ Pittsburgh (8-4) ≈ South Florida (10-2)                     | South Florida (10-2)    | San Diego State (11-3)          | 25 |
| A.P.                   | Présaison 21 août      | Sem. 1 6 septembre              | Sem. 2 11 septembre    | Sem. 3 18 septembre    | Sem. 4 25 septembre   | Sem. 5 2 octobre                                 | Sem. 6 9 octobre                 | Sem. 7 13 octobre        | Sem. 8 23 octobre         | Sem. 9 30 octobre      | Sem. 10 6 novembre     | Sem. 11 13 novembre                 | Sem. 12 20 novembre     | Sem. 13 27 novembre                                           | Sem. 14 4 décembre      | Ap. Bowls 10 janvier            |    |
| Sortis du classement : | Sortis du classement : | UCLA USC North Carolina Florida | TCU Oklahoma State     | Iowa Notre Dame Oregon | LSU Oklahoma          | Michigan State San Diego State TCU Texas Georgia | Stanford North Carolina Colorado | Miami (FL) Virginia Tech | Houston Arkansas Ole Miss | Tennessee Navy         | --                     | North Carolina Virginia Tech Baylor | San Diego State Troy    | Houston Boise State Utah Texas A&M Washington State Tennessee | Navy                    | Iowa Pittsburgh Temple Nebraska |    |

## Classement Coaches'Poll
| C.P.                   | Présaison 4 août       | Sem. 1 6 septembre      | Sem. 2 11 septembre     | Sem. 3 18 septembre        | Sem. 4 25 septembre   | Sem. 5 2 octobre                                 | Sem. 6 9 octobre                 | Sem. 7 16 octobre                      | Sem. 8 23 octobre      | Sem. 9 30 octobre      | Sem. 10 6 novembre     | Sem. 11 13 novembre     | Sem. 12 20 novembre     | Sem. 13 27 novembre                                                     | Sem. 14 4 décembre      | Ap. Bowls 10 janvier    |    |
| ---------------------- | ---------------------- | ----------------------- | ----------------------- | -------------------------- | --------------------- | ------------------------------------------------ | -------------------------------- | -------------------------------------- | ---------------------- | ---------------------- | ---------------------- | ----------------------- | ----------------------- | ----------------------------------------------------------------------- | ----------------------- | ----------------------- | -- |
| 1                      | Alabama (55)           | Alabama (1-0) (62)      | Alabama (2-0) (62)      | Alabama (3-0) (59)         | Alabama (4-0) (61)    | Alabama (5-0) (57)                               | Alabama (6-0) (58)               | Alabama (7-0) (61)                     | Alabama (8–0) (63)     | Alabama (8–0) (63)     | Alabama (9–0) (62)     | Alabama (10–0) (62)     | Alabama (11–0) (63)     | Alabama (12–0) (63)                                                     | Alabama (13–0) (64)     | Clemson (14-1) (64)     | 1  |
| 2                      | Clemson (7)            | Clemson (1-0) (2)       | Florida State (2-0) (1) | Ohio State (3-0) (3)       | Ohio State (3-0) (2)  | Ohio State (4-0) (3)                             | Ohio State (5-0) (4)             | Ohio State (6-0) (2)                   | Michigan (7–0) (1)     | Michigan (8–0)         | Clemson (9–0) (2)      | Ohio State (9-1)        | Ohio State (10-1)       | Ohio State (11-1)                                                       | Ohio State (11-1)       | Alabama (14-1)          | 2  |
| 3                      | Oklahoma               | Florida State (1-0)     | Clemson (2-0) (1)       | Clemson (3-0) (1)          | Clemson (4–0) (1)     | Clemson (5–0) (2)                                | Clemson (6–0) (1)                | Clemson (7–0) (1)                      | Clemson (7–0)          | Clemson (8–0) (1)      | Michigan (9-0)         | Louisville (9-1)        | Clemson (10-1)          | Clemson (11-1)                                                          | Clemson (12-1)          | Oklahoma (11-2)         | 3  |
| 4                      | Florida State (1)      | Ohio State (1-0)        | Ohio State (2-0)        | Louisville (3-0)           | Louisville (4–0)      | Michigan (5–0) (1)                               | Michigan (6–0)                   | Michigan (6–0)                         | Washington (7–0)       | Washington (8–0)       | Washington (9–0)       | Michigan (9-0)          | Michigan (10-0)         | Washington (11-1)                                                       | Washington (12-1)       | Washington (12-2)       | 4  |
| 5                      | Ohio State             | Stanford (1-0)          | Michigan (2-0)          | Michigan (3-0)             | Michigan (4-0)        | Houston (5–0)                                    | Washington (6–0)                 | Washington (6–0)                       | Louisville (6–1)       | Louisville (7–1)       | Ohio State (8–1)       | Clemson (9-1)           | Washington (10-1)       | Wisconsin (10-2)                                                        | Penn State (11-2)       | USC (10-3)              | 5  |
| 6                      | LSU                    | Michigan (1-0)          | Stanford (1-0)          | Stanford (2-0)             | Stanford (3–0)        | Washington (5–0)                                 | Texas A&M (6–0)                  | Texas A&M (6–0)                        | Nebraska (7–0)         | Ohio State (7–1)       | Louisville (8-1)       | Wisconsin (8-2)         | Wisconsin (9-2)         | Michigan (10-2)                                                         | Michigan (10-2)         | Ohio State (11-2)       | 6  |
| 7                      | Stanford               | Houston (1-0)           | Houston (2-0)           | Houston (3-0)              | Houston (4–0)         | Texas A&M (5–0)                                  | Louisville (4–1)                 | Louisville (5–1)                       | Baylor (6–0)           | Texas A&M (7–1)        | Wisconsin (7-2)        | Washington (9-1)        | Oklahoma (9-2)          | Oklahoma (9-2)                                                          | Oklahoma (10-2)         | Penn State (11-3)       | 7  |
| 8                      | Michigan               | Michigan State (1-0)    | Michigan State (2-0)    | Michigan State (3-0)       | Wisconsin (4–0)       | Louisville (4–1)                                 | Baylor (5–0)                     | Baylor (6–0)                           | Ohio State (6–1)       | Wisconsin (6–2)        | Auburn (7-2)           | Oklahoma (8-2)          | Penn State (9-2)        | Penn State (10-2)                                                       | Wisconsin (10-3)        | Florida State (10-3)    | 8  |
| 9                      | Notre Dame             | Georgia (1-0)           | Washington (2-0)        | Washington (3-0)           | Washington (4–0)      | Tennessee (5–0)                                  | Nebraska (5–0)                   | Nebraska (6–0)                         | West Virginia (6–0)    | Florida (6–1)          | Oklahoma (7-2)         | West Virginia (8-1)     | Colorado (9-2)          | Colorado (10-2)                                                         | USC (9-3)               | Wisconsin (11-3)        | 9  |
| 10                     | Tennessee (1)          | Iowa (1-0)              | Louisville (2-0)        | Wisconsin (3-0)            | Texas A&M (4–0)       | Miami (FL) (4–0)                                 | Wisconsin (4–1)                  | Wisconsin (4–2)                        | Texas A&M (6–1)        | Nebraska (7–1)         | West Virginia (7-1)    | Penn State (8-2)        | Oklahoma State (9-2)    | Oklahoma State (9-2)                                                    | Florida State (9-3)     | Michigan (10-3)         | 10 |
| 11                     | Michigan State         | Washington (1-0)        | Iowa (2-0)              | Georgia (3-0)              | Tennessee (4–0)       | Baylor (5–0)                                     | Tennessee (5–1)                  | Houston (6–1)                          | Wisconsin (5–2)        | Oklahoma (6–2)         | Texas A&M (7-2)        | Utah (8-2)              | Louisville (9-2)        | USC (9-3)                                                               | Colorado (10-3)         | Oklahoma State (10-3)   | 11 |
| 12                     | Ole Miss               | TCU (1-0)               | Wisconsin (2-0)         | Tennessee (3-0)            | Florida State (3–1)   | Nebraska (5–0)                                   | Houston (5–1)                    | Florida (5–1)                          | Florida (5–1)          | Auburn (6–2)           | Utah (7-2)             | Colorado (8-2)          | USC (8-3)               | Florida State (9-3)                                                     | West Virginia (10-2)    | Stanford (10-3)         | 12 |
| 13                     | Houston                | Oklahoma (0-1)          | Georgia (2-0)           | Texas A&M (3-0)            | Baylor (4–0)          | Wisconsin (4–1)                                  | Ole Miss (3–2)                   | West Virginia (5–0)                    | Boise State (7–0)      | Baylor (6–1)           | North Carolina (7-2)   | Oklahoma State (8-2)    | Florida (8-2)           | West Virginia (9-2)                                                     | Oklahoma State (9-3)    | Florida (9-4)           | 13 |
| 14                     | TCU                    | Tennessee (0-1)         | Oklahoma (1-1)          | Florida State (2-1)        | Miami (FL) (3–0)      | Ole Miss (3–2)                                   | Florida (4–1)                    | Boise State (6–0)                      | Florida State (5–2)    | LSU (5–2)              | Penn State (7-2)       | LSU (6-3)               | Florida State (8-3)     | Western Michigan (12-0)                                                 | Louisville (9-3)        | LSU (8-4)               | 14 |
| 15                     | Iowa                   | Lousiville (1-0)        | Tennessee (2-0)         | Baylor (3-0)               | Nebraska (4–0)        | Stanford (3–1)                                   | Boise State (5–0)                | Florida State (5–2)                    | Oklahoma (5–2)         | West Virginia (6–1)    | Colorado (7-2)         | Florida State (7-3)     | Nebraska (9-2)          | Louisville (9-3)                                                        | Western Michigan (13-0) | Colorado (10-4)         | 15 |
| 16                     | Georgia                | Wisconsin (1-0)         | Texas (2-0)             | Florida (3-0)              | Michigan State (2–1)  | North Carolina (4–1)                             | Florida State (4–2)              | Oklahoma (4–2)                         | Utah (7–1)             | Utah (7–2)             | Florida (6-2)          | Auburn (7-3)            | Auburn (8-3)            | Florida (8-3)                                                           | Stanford (9-3)          | Virginia Tech (10-4)    | 16 |
| 17                     | USC                    | Oklahoma State (1-0)    | Ole Miss (1-1)          | LSU (2-1)                  | Ole Miss (2–2)        | Arkansas (4–1)                                   | Miami (FL) (4–1)                 | Arkansas (5–2)                         | Auburn (5–2)           | North Carolina (6–2)   | Oklahoma State (7-2)   | Nebraska (8-2)          | West Virginia (11-0)    | Stanford (9-3)                                                          | Auburn (8-4)            | West Virginia (10-3)    | 17 |
| 18                     | Washington             | Ole Miss (0-1)          | Notre Dame (1-1)        | Arkansas (3-0)             | Utah (4–0)            | Florida (4–1)                                    | West Virginia (4–0)              | Utah (6–1)                             | Tennessee (5–2)        | Western Michigan (8–0) | Florida State (7-2)    | Florida (7-2)           | Western Michigan (11-0) | Virginia Tech (9-3)                                                     | Florida (8-4)           | Western Michigan (13-1) | 18 |
| 19                     | Oklahoma State         | Baylor (1-0)            | Baylor (2-0)            | Miami (FL) (3-0)           | TCU (3–1)             | Boise State (4–0)                                | Virginia Tech (4–1)              | Tennessee (5–2)                        | LSU (5–2)              | Florida State (5–3)    | LSU (5-3)              | LSU (7-3)               | Boise State (10-1)      | Auburn (8-4)                                                            | Virginia Tech (9-4)     | South Florida (11-2)    | 19 |
| 20                     | North Carolina         | Texas (1-0)             | Texas A&M (2-0)         | Nebraska (3-0)             | Georgia (3–1)         | West Virginia (4–0)                              | Oklahoma (3–2)                   | Western Michigan (7–0)                 | North Carolina (6–2)   | Colorado (6–2)         | Nebraska (7-2)         | Washington State (8-2)  | Utah (8-3)              | Navy (9-2)                                                              | LSU (7-4)               | Louisville (9-4)        | 20 |
| 21                     | Baylor                 | Notre Dame (0-1)        | Oregon (2-0)            | Ole Miss (1-2)             | Florida (3–1)         | Florida State (3–2)                              | Utah (5–1)                       | North Carolina (5–2)                   | Western Michigan (8–0) | Virginia Tech (6–2)    | Western Michigan (9-0) | Western Michigan (10–0) | Houston (9–2)           | LSU (7–4)                                                               | Nebraska (9-3)          | Utah (9-4)              | 21 |
| 22                     | Oregon                 | LSU (0-1)               | LSU (1-1)               | TCU (2-1)                  | Arkansas (3–1)        | Oklahoma (2–2)                                   | Arkansas (4–2)                   | Ole Miss (3–3)                         | Navy (5–1)             | Oklahoma State (6–2)   | Virginia Tech (7-2)    | Texas A&M (7–3)         | Texas A&M (8–3)         | Nebraska (9–3)                                                          | South Florida (10-2)    | Auburn (8-5)            | 22 |
| 23                     | Lousiville             | Oregon (1-0)            | Florida (2-0)           | Utah (3-0)                 | North Carolina (3–1)  | Colorado (4–1)                                   | Western Michigan (6–0)           | LSU (4–2)                              | Colorado (6–2)         | Penn State (6–2)       | Washington State (7-2) | Boise State (9–1)       | Washington State (8–3)  | South Florida (10–2)                                                    | Utah (8-4)              | Miami (9-4)             | 23 |
| 24                     | UCLA                   | Texas A&M (1-0)         | Arkansas (2-0)          | Texas (2-1)                | San Diego State (3–0) | Utah (4–1)                                       | Arizona State (5–1)              | Auburn (4–2)                           | Houston (6–2)          | Boise State (7–1)      | Boise State (8-1)      | North Carolina (7–3)    | Tennessee (8–3)         | Utah (8–4)                                                              | Temple (10-3)           | Tennessee (9-4)         | 24 |
| 25                     | Florida                | Florida (1-0)           | Miami (FL) (2-0)        | Iowa (2-1)                 | Texas (2–1)           | Western Michigan (5–0)                           | LSU (3–2)                        | Navy (4–1)                             | Virginia Tech (5–2)    | Washington State (6–2) | Baylor (7-2)           | San Diego State (9–1)   | North Carolina (8–3)    | Iowa (8–4)                                                              | Iowa (8-4)              | San Diego State (11-3)  | 25 |
| C.P.                   | Présaison 4 août       | Sem. 1 6 septembre      | Sem. 2 11 septembre     | Sem. 3 18 septembre        | Sem. 4 25 septembre   | Sem. 5 2 octobre                                 | Sem. 6 9 octobre                 | Sem. 7 16 octobre                      | Sem. 8 23 octobre      | Sem. 9 30 octobre      | Sem. 10 6 novembre -   | Sem. 11 13 novembre     | Sem. 12 20 novembre     | Sem. 13 27 novembre                                                     | Sem. 14 4 décembre      | Ap. Bowls 10 janvier    |    |
| Sortis du classement : | Sortis du classement : | North Carolina UCLA USC | TCU Oklahoma State      | Oklahoma Notre Dame Oregon | LSU Iowa              | Michigan State TCU Georgia San Diego State Texas | Stanford North Carolina Colorado | Miami (FL) Virginia Tech Arizona State | Arkansas Ole Miss      | Tennessee Navy Houston | --                     | Virginia Tech Baylor    | LSU San Diego State     | Boise State Houston Texas A&M Washington State Tennessee North Carolina | Navy                    | Nebraska Temple Iowa    |    |